# Río Brullés
El río Brullés es un río de la provincia de Burgos. Nace en los montes de Fuencivil y desemboca en el río Odra, tras recorrer 35 km. El Odra es un afluente del río Pisuerga que, a su vez, es afluente del río Duero. 
En la zona de su nacimiento se encuentra el espacio natural de Fuentes del Brullés.
Es de régimen pluvio-nival y en verano lleva poca agua.
Una de sus peculiaridades es que forma parte de la divisoria de aguas. Se dirige a la vertiente atlántica lo mismo que el río Úrbel. Al norte otros ríos como el río Rudrón se dirige a la vertiente mediterránea a través del Valle del Rudrón.

## Recorrido
El río Brullés nace de una serie de fuentes y manantiales que ven la luz cerca del pequeño pueblo de Fuencivil. Son los manantiales de la Veguecilla, de Tarancón y la fuente del Olmo.
Pasa por varios municipios y localidades:Fuencivil, Quintanilla de la Presa, Brullés, Melgosa, Villaute, Villalibado, Arenillas de Villadiego, Villadiego, Villanoño, Villamorón, Villegas, y Sasamón. Desemboca en el río Odra 450 m antes de llegar a Villasandino.
Barcelona es un despoblado junto al río Brullés, en el término de Sasamón, 1100 m al NO, en el margen izquierdo del río, a unos 400 m a la izquierda de la carretera de Sasamón a Villahizán de Treviño, en el pago llamado El Obispo donde se conocen restos de despoblado. Citado en abril de 1174 como Barchilona.
En este río podíamos encontrar las dos especies más típicas de los ríos de esta zona: la trucha y el cangrejo.

## Puentes
El Brullés tiene varios puentes medievales de piedra en varios estados de conservación y peligro.
Entre ellos el conocido como puente de Trisla, en Sasamón.
Otro puente sobre las aguas de este curso fluvial, es el "puente románico de Villalibado", que da paso al ramal de carretera comarcal que une los pueblos de Villalibado y Arenillas de Villadiego.
Es una construcción de piedra de sillería de tipo calizo, originaría de los páramos de la zona y que también se empleó para la construcción de las viviendas del lugar. Es un puente de doble arco de medio punto, de tradición románica, que se podría situar junto con los orígenes de la primitiva iglesia románica del pueblo, y que junto a esta y la fuente románica, nos hablan del origen de la población, que podemos situar entre los siglos XI y XII. Este puente bien merece hoy una conservación y mantenimiento, pues es una muestra del pasado y del origen de Villalibado.

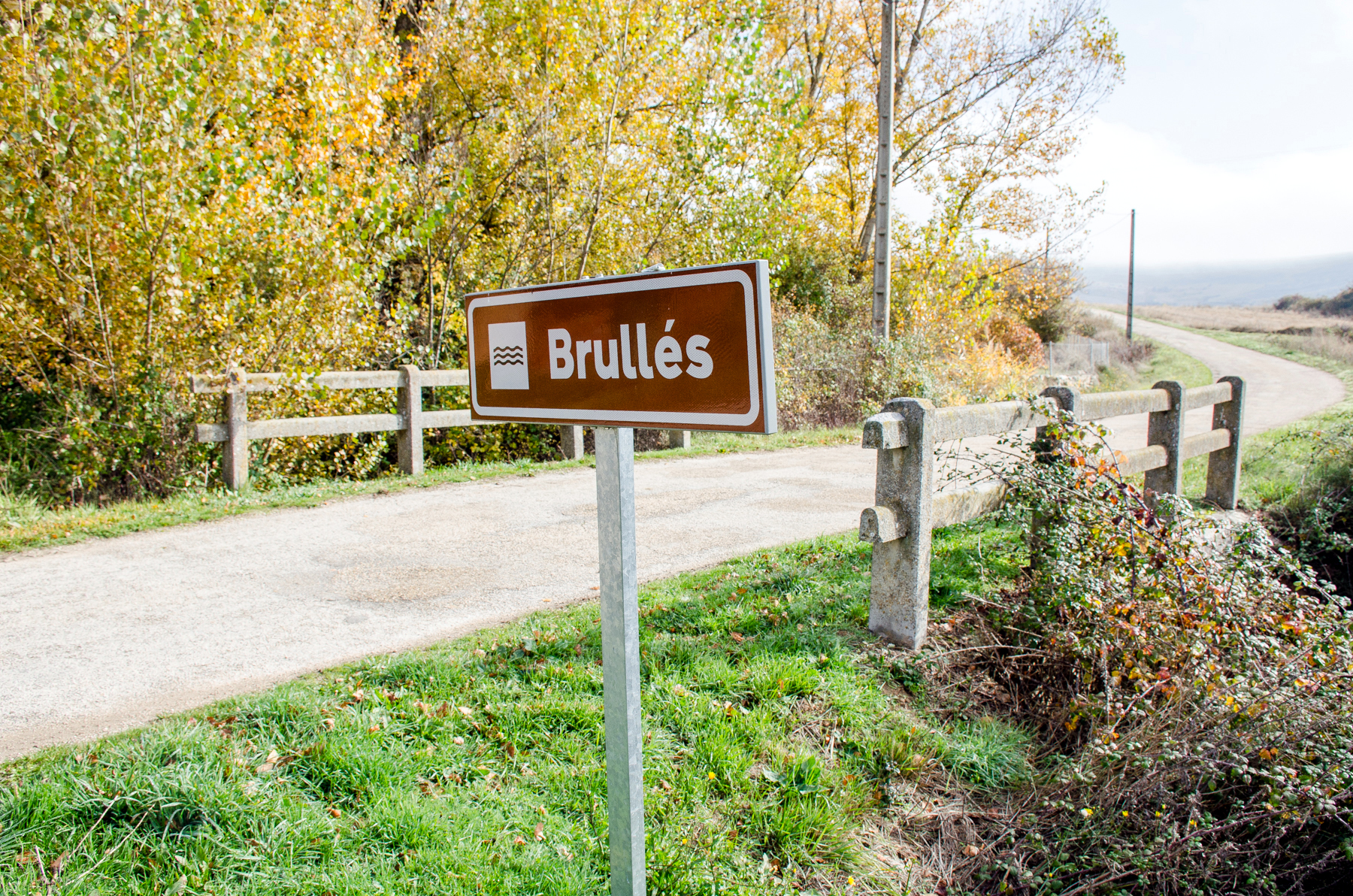
Puente sobre el Brullés en Melgosa de Villadiego.